# Michèle Artigue
Michèle Artigue (* als Michèle Lanne 31. August 1946 in Bordères-sur-l’Échez, Département Hautes-Pyrénées) ist eine französische Mathematikdidaktikerin.

## Leben und Werk
Sie studierte ab 1965 an der Ecole Normale Superieure de Jeunes Filles in Paris, erwarb 1969 die Agrégation in Mathematik und wurde 1972 an der Universität Paris VII (Denis Diderot) in mathematischer Logik promoviert. Sie lehrte dort ab 1970 und wurde dort Maître de Conférences, wobei sie vor allem Mathematik für Vordiplomstudenten unterrichtete. 1984 erhielt sie ihren Doctorat d’État ès Sciences (für die Dissertation erprobte sie Didactic Engineering in Mathematik an einer Schule, wobei sie feststellte, dass vorgefasste Lehr-Methoden der dynamischen Situation des Lernens in den Klassen nicht gewachsen waren) und 1987 die Habilitation à Diriger les Recherches an der Universität Paris VII. 1991 bis 1999 war sie Professorin am Hochschulinstitut für Lehrerausbildung  (IUFM) in Reims. Danach wurde sie Professorin und Direktorin (1999 bis 2004) des neu gegründeten Institut de Recherche sur l’Enseignement des Mathématiques (IREM) an der Universität Paris VII. 2010 wurde sie emeritiert.
Als Mathematikerin befasste sie sich mit Rekursionstheorie und Nicht-Standard-Modellen der Arithmetik. Ab Mitte der 1970er Jahre wandte sie sich von der Mathematik zunehmend der Mathematikpädagogik zu, zuerst dem Lernen von Zahlen und Geometrie in der Grundschule, später auch der Didaktik der Analysis an der Universität.  Unter anderem befasste sie sich mit Methoden des  Lernens mit Computern, dem Verhältnis von Didaktik und Epistemologie und der Entwicklung eines Instrumentellen Zugangs zur Mathematikdidaktik. Sie gilt als führende französische Mathematikpädagogin und hat auch internationales Ansehen (mit vielen Kontakten nach Südamerika). 
Sie war eingeladene Sprecherin auf dem Internationalen Mathematikerkongress 2006 in Madrid (Controversial issues in K12 Mathematics Education, Einführung, Zusammenfassung und Moderation der Diskussion zwischen Anthony Ralston und Ehud de Shalit). 
Artigue erhielt 2013 die Felix Klein Medal der ICMI (International Commission on Mathematical Instruction) und 2015 die Louis Santaló Medaille des interamerikanischen Komitees für Mathematikpädagogik.
Ab 1998 war sie Vizepräsidentin der ICMI. 1993 bis 1996 war sie Vizepräsidentin der Association pour la Recherche en Didactique des Mathématiques.
Sie ist Ritter der Ehrenlegion (2015).

## Schriften
- mit V. Gautheron:  Systèmes différentiells. Etude Graphique, Paris 1983
- Learning mathematics in a CAS environment: the genesis of a reflection about instrumentation and the dialectics between technical and conceptual work, International  Journal  of  Computers for Mathematics Learning, Nr. 7, 2002, S. 245–274.
- Ingénierie didactique, Recherches en didactique des mathématiques, Band 9.3, 1989, S. 281–308.
- Epistémologie et didactique, Recherches en didactique des mathématiques, Band 10/2.3, 1990, S. 241–286.
- The  teaching  and  learning  of  mathematics  at  university  level  –  crucial  questions  for contemporary research in education, Notices of the AMS, Dezember 1999, S. 1377, Online
- Teaching and Learning Calculus : What can be learnt from education research and curricular  changes  in  France  ?, CBMS  Issues  in  Mathematics  Education, AMS, Band 8, 2000, S. 1–15.
- What can we learn from educational research at the university level ?, in Derek Holton (Hrsg.), The teaching and learning of mathematics at university level, New ICMI Study Series 7, Kluwer 2001, S. 207–220.
- Learning and teaching analysis : what can we learn from the past in order to think  about the future ? In: D. Coray u. a. (Hrsg.), One Hundred Years of l’Enseignement Mathématique, Genf, Genève : L’Enseignement Mathématique, S. 211–223.